# Зоологический сад I
«Зоологический сад I» — (нем. Zoologischer Garten I) — картина немецкого художника Августа Макке, написанная в 1912 году. Сам художник ставил эту работу выше других своих картин («Малый зоологический сад в коричневом и жёлтом» и триптих «Большой зоологический сад») на схожую тему. В настоящее время «Зоологический сад I» хранится в мюнхенской галерее Ленбаххаус (Inv.-Nr. G 13329).

## История создания
Тема посещения зоологического сада, наряду с темой прогулки по городу, появилась в альбомах для набросков художника ещё в 1907 году. Окончательно она оформилась во время путешествия Макке с женой по Нидерландам, где, кроме прочего, они посетили Амстердамский зоопарк. В альбоме, взятом Макке в поездку, имеются анималистические зарисовки с пометками цветов, сделанные им в Амстердаме, здесь появился мотив попугая, сидящего на жёрдочке. Окончательное оформление идея приобрела уже в Кёльнском зоопарке. По воспоминаниям Элизабет Макке, Август работал в ресторане Берты Воррингер, который располагался на территории Кёльнского зоопарка. Он был очень дружен с семьёй Воррингер. В ресторане хранились принадлежности для рисования Макке, и он писал там, когда появлялось настроение.

## Описание
В этом полотне Макке соединил сияющий «фовистский» колорит и новую «кубистическую» организацию композиции, которую использовал Делоне в своей знаменитой «Эйфелевой башне». С этой картиной Макке познакомился на первой выставке «Синего всадника»; позднее её приобрёл Бернхардт Кёлер, дядя жены Макке, меценат и коллекционер.
Чёрная линия не просто обводит контуры, как у Матисса, а приобретает самостоятельное значение, сплетая узор вокруг головы антилопы, на ограде, заднем плане картины. Красочные формы пейзажного задника, кое-где тронутые цветными мазками, напоминают абстракции Кандинского.
Ритмический строй задают следующие одна за другой стойки перил, две фигуры, опершиеся на них, и усиливает группа из троих прохожих, движущихся справа. Посетители зоологического сада лишены индивидуальных черт, художник лишь схематически обозначает их, полностью анонимизируя. Мотив тройственного повтора человеческой фигуры встречается у Эдварда Мунка («Begier», 1907), Макке лишь изображает группу в зеркальном отражении. Композиционное построение картины выполнено Макке по схеме Яна Торн-Приккера: полотно делится на четыре равные вертикальные части. На пересечении воображаемых диагоналей, проведённых в этих частях, располагаются ключевые элементы композиции.
В отличие от большинства экспрессионистов у Макке городская среда не несёт своим обитателям какой-либо угрозы, а, напротив, предстаёт «парадизом», где в полном согласии живут люди, растения и животные. Именно таким изображает художник город в картине «Зоологический сад I», где сбалансированная форма полностью соответствует умиротворённости изображённой сцены.